# John Hall (rusznikarz)
John Harris Hall (ur. 1781 w Portland, zm. 1841) – amerykański rusznikarz i wynalazcą karabinu ładowanego odtylcowo, ochrzczonego jego imieniem.

## Życiorys
Hall urodził się w 1781 w Portland, w stanie Maine, gdzie pracował w garbarni swojego ojca; później otworzył własny sklep, parając się tworzeniem wyrobów z drewna oraz narzędzi.
W 1811 roku zaprojektował i opatentował karabin ładowany przez zamek- jego praca została doceniona i w 1819 podpisał kontrakt z Departamentem Wojny Stanów Zjednoczonych na wyprodukowanie 1000 sztuk swojej broni. W tym celu przybył do arsenału w Harpers Ferry i osiedlił się w opuszczonym tartaku na wyspie, na rzece Shenandoah. Stary tartak szybko zasłynął jako Warsztat Halla, a wyspę ochrzczono mianem Lower Hall Island. 
Przez 20 lat Hall zaprojektował setki narzędzi i elementów mających służyć masowej produkcji karabinów. Jego opatentowane metody produkcyjne szybko rozprzestrzeniały się, co przyczyniło się później do zaliczenia Halla, wraz z Eli Whitneyem do pionierów produkcji na szeroką skalę.
Hall zmarł w 1841 roku.